# Helena Elinder
Helena Elisabeth Elinder-Wielinder (Stoccolma, 31 agosto 1973) è una schermitrice svedese, vincitrice di una medaglia di bronzo ai campionati mondiali di scherma.